# Emma Jørgensen
Pour les articles homonymes, voir Jørgensen.
Emma Jørgensen est une kayakiste danoise née le 30 janvier 1996. Elle a remporté la médaille d'argent en K1 500 mètres aux Jeux olympiques d'été de 2016 à Rio de Janeiro et deux médailles de bronze aux Jeux olympiques d'été de 2020 à Tokyo, en K1 200 mètres et en K1 500 mètres.
Aux Jeux européens de 2023 à Cracovie, elle est médaillée d'or en K1 200 mètres et en K1 500 mètres ainsi que médaillée d'argent en K2 500 mètres et en K2 200 mètres mixte.